# Wald-Nabelnüsschen
Das Wald-Nabelnüsschen (Memoremea scorpioides, Syn.: Omphalodes scorpioides), auch als Kleinblütiges Nabelnüsschen oder Wald-Gedenkemein bezeichnet, ist die einzige Pflanzenart in seiner Gattung innerhalb der Familie der Raublattgewächse (Boraginaceae). 

## Beschreibung

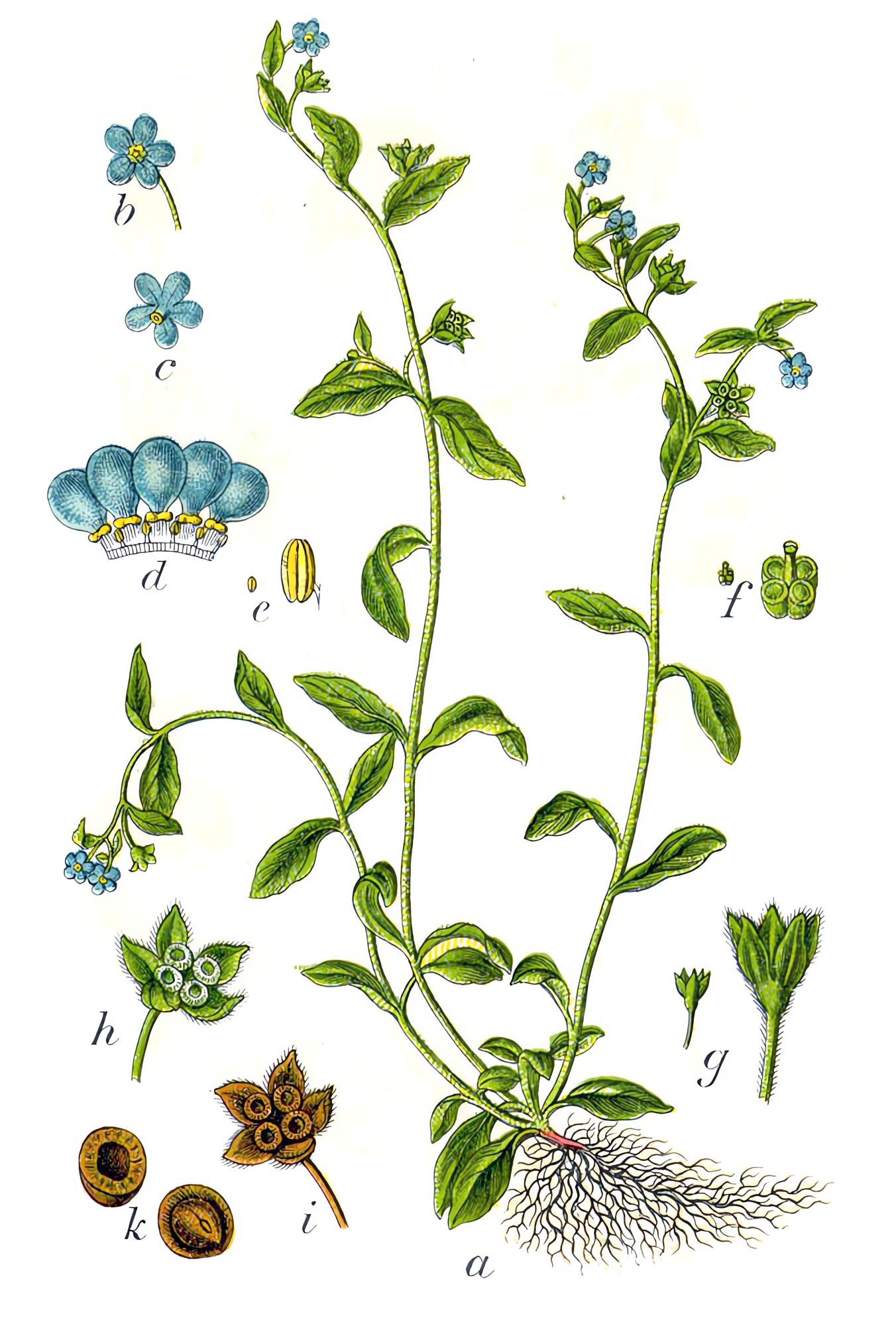
Illustration aus Sturm

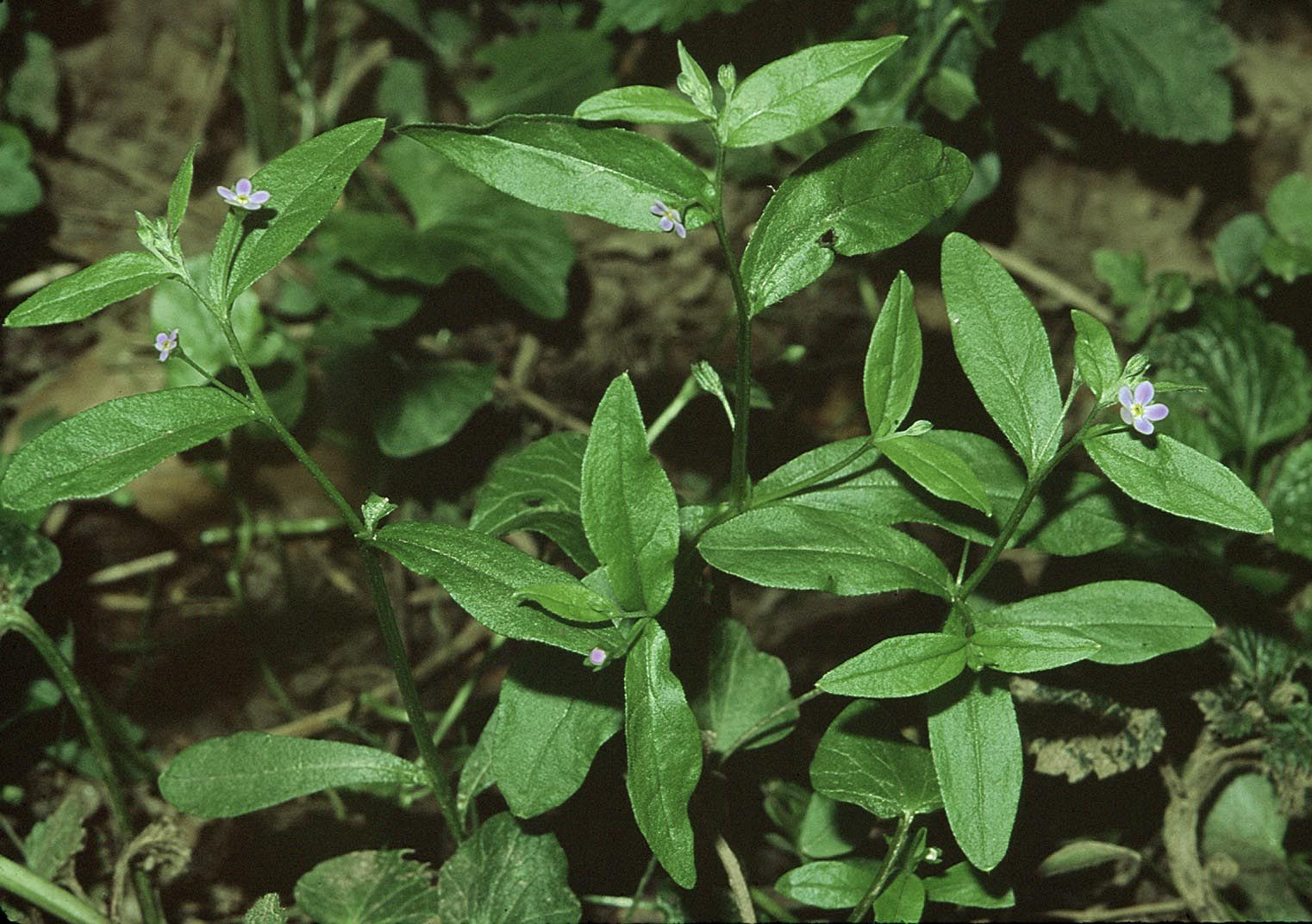
Habitus

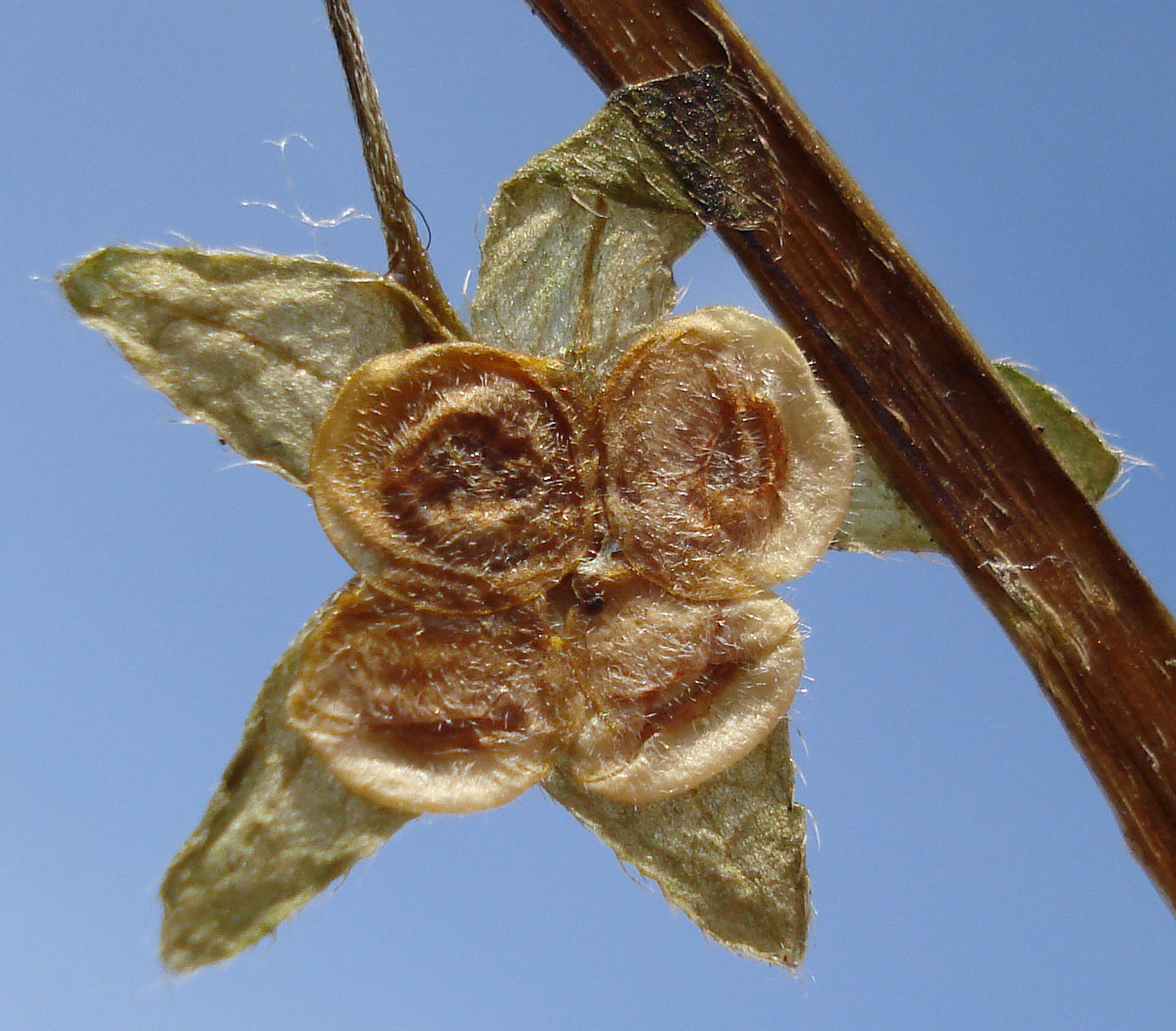
Reife Frucht

Das Wald-Nabelnüsschen wächst als einjährige krautige Pflanze und erreicht Wuchshöhen von 10 bis 30 Zentimetern. Der Stängel ist niederliegend oder aufsteigend, meist sehr ästig und ausgebreitet verzweigt, scharf kantig und zerstreut behaart. Die unteren Laubblätter sind gegenständig und bei einer Länge von 2 bis 5 cm und einer Breite von 0,5 bis 1,5 cm abgerundet bis spatelig oder kurz zugespitzt. Die oberen Laubblätter sind wechselständig und lanzettlich. 
Die Blütezeit liegt zwischen April und Juni. Die Blüten stehen einzeln in den Blattachseln. Die etwa 0,5 bis 1 cm langen Blütenstiele sind kürzer als die Deckblätter. Die zwittrigen Blüten sind radiärsymmetrisch und fünfzählig mit doppelter Blütenhülle. Die fünf Kelchblätter sind bis etwa zur Hälfte ihrer Länge glockig und die Kelchzipfel sind elliptisch. Die himmelblaue Blütenkrone besitzt einen Durchmesser von 4 bis 6 Millimetern und gelbe Schlundschuppen.
Die Fruchtstiele sind abwärts gebogen. Die Nüsschen weisen eine Breite von etwa 2,5 bis 3 Millimetern auf, sind kurz behaart, von brauner Farbe und besitzen einen breiten, häutigen, ungezähnten Rand.
Die Chromosomenzahl beträgt 2n = 24.

## Vorkommen
Das Wald-Nabelnüsschen ist ein gemäßigt-kontinentales Florenelement. Das Verbreitungsgebiet von Memoremea scorpioides reicht vom mittleren und südlichen Russland bis in die Donauländer und westlich bis Polen und ins östliche Deutschland vor. Das Wald-Nabelnüsschen erreicht in Mitteleuropa die Westgrenze seines Verbreitungsgebiets. In Österreich ist das Wald-Nabelnüsschen selten und gefährdet, in der Schweiz fehlt es gänzlich. In Mitteleuropa kommt es vereinzelt im Harz und im Fränkischen Jura vor. In Mecklenburg-Vorpommern, in Brandenburg und in Thüringen ist es selten, ebenso in Ober- und Niederösterreich, im Burgenland und in der Steiermark. Das Wald-Nabelnüsschen ist in Deutschland sehr selten und vereinzelt vor allem in Bayern, Sachsen und Sachsen-Anhalt zu finden. Bei Memoremea scorpioides handelt es sich um eine sarmatische Waldpflanze, die vermutlich schon in prähistorischer Zeit ihren Weg bis nach Mitteleuropa gefunden hat.
Das Wald-Nabelnüsschen besiedelt in beschatteten Lagen Laubmischwäldern, Schlucht-, Berg- und Auenwälder sowie Gebüschen. Das Wald-Nabelnüsschen gedeiht am besten auf feuchten, durchsickerten, kalkhaltigen, humosen, mullhaltigen und ziemlich stickstoffreichen Lehm- oder Tonböden. Es kommt in Mitteleuropa besonders in Gesellschaften des Verbands Carpinion vor.

## Ähnliche Arten
Vom sehr ähnlich aussehenden Zerstreutblütigen Vergissmeinnicht (Myosotis sparsiflora) unterscheidet sich Memoremea scorpioides unter anderem durch das dunklere Grün ihrer vegetativen Pflanzenteile und die größeren Blüten und Früchte. 

## Systematik und Taxonomie
Das Wald-Nabelnüsschen wurde auf Grund der Form seiner nabelförmigen Frucht lange Zeit zu den echten Nabelnüsschen (Omphalodes) gezählt. Molekulare Analysen haben jedoch bestätigt, dass das Wald-Nabelnüsschen mit diesen nicht direkt verwandt ist, sondern eine eigene Verwandtschaftslinie darstellt und Schwester zu Asperugo zu Mertensia ist. Durch die achselständigen Blüten lässt sich das Wald-Nabelnüsschen deutlich von allen anderen Arten mit nabelförmigen Nüsschen ("Nabelnüsschen") unterscheiden.
Das Basionym von Memoremea scorpioides (Haenke) A.Otero, Jim.Mejías, Valcárcel & P.Vargas ist Cynoglossum scorpioides Haenke in Nikolaus Joseph von Jacquin: Collectanea ad botanicam, chemiam et historiam naturalem spectantia, Band 2, S. 3, 1789.  Das Wald-Nabelnüsschen wurde 2014 durch A.Otero, Jim.Mejías, Valcárcel & P.Vargas in Phytotaxa, Band 173, S. 266 (2014) als Memoremea scorpioides (Haenke) A.Otero et al. in die Gattung Memoremea gestellt.